# Formátovací pila

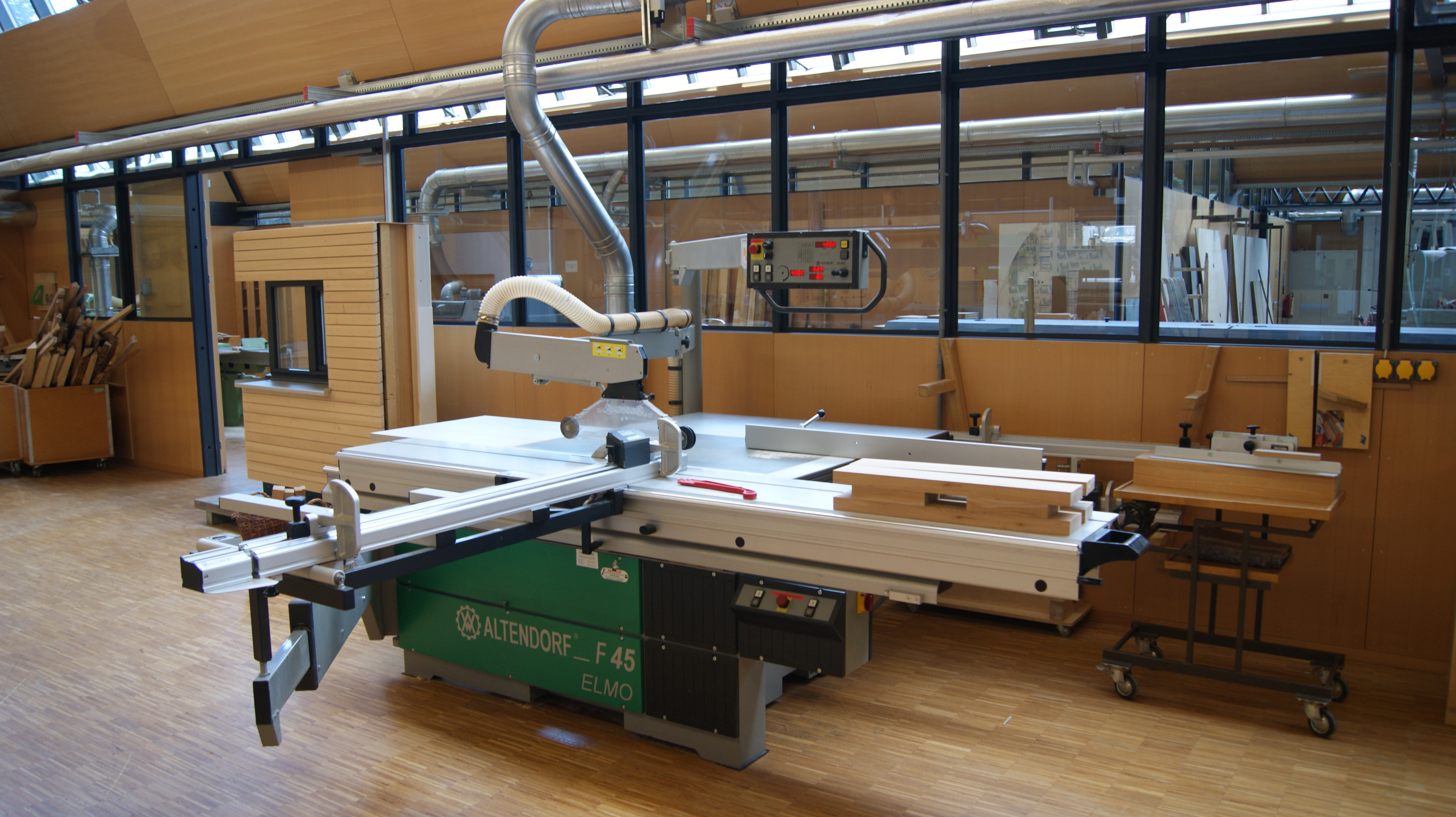
Typická formátovací pila

Formátovací pila je druh kotoučové pily určený zejména k dělení velkoplošných materiálů (dřevotřískové desky, dřevovláknité desky, spárovky). Bývá také vhodná k přesnému zakracování delších přířezů. Tyto pily mají velký pracovní stůl a poměrně dlouhý zkracovací vozík, většinou se dvěma posuvnými a sklopnými zarážkami pro pohodlné a rychlé zakrácení přířezu. Paralelní pravítko lze odsunout desítky centimetrů od kotouče pily, takže lze řezat poměrně velké dílce. 
Formátovací pily mívají předřezový kotouč, který slouží k eliminaci vyštipování materiálu ze spodní strany. Předřezový kotouč nařízne materiál zespodu do hloubky cca 3 mm. Hlavní kotouč tedy již povrch nemůže vyštípat. Předřez má význam zejména při práci s laminovanými deskami. Bývá vypínatelný, otáčí se obráceně než hlavní kotouč.

Hlavní kotouč se dá výškově přestavovat a většinou i úhlově naklápět.